# گلایول ایرانی
گلایول ایرانی (نام علمی: Gladiolus Persicus) یکی از گونه‌های سردهٔ گلایول است. گیاه نسبتاً کوچکی می‌باشد که با پرزهای خیلی کوتاهی پوشیده شده و دارای گل‌های ارغوانی بنفش تیره‌ای است که در حدود ۳ سانتیمتر طول دارند و در یک سنبله دو سویه قرار گرفته‌اند. این گونه تنها در استان فارس دیده شده که در آنجا در دامنه‌های خشک می‌روید. فصل گلدهی فروردین تا اردیبهشت ماه‌است.
تیره گلایول در حدود ۳۰۰ گونه دارد که اکثراً در قسمت گرمسیری و جنوب آفریقا و همچنین در نواحی مدیترانه‌ای پراکنده هستند و در ایران ۵ گونه از آنها یافت می‌شود.